# Katja Christ

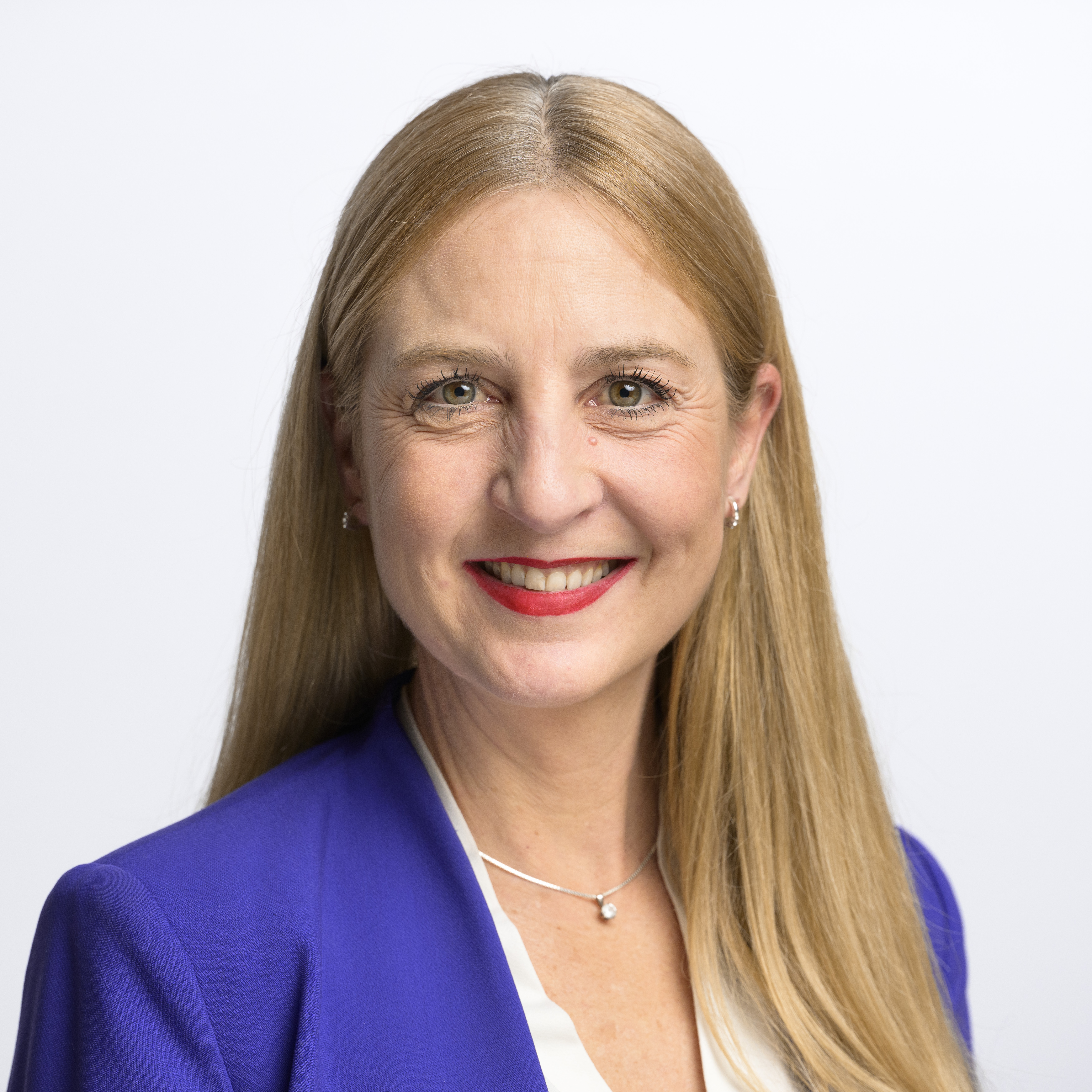
Katja Christ (2023)

Katja Christ (* 1. August 1972 in Basel; heimatberechtigt in Binningen und Basel) ist eine Schweizer Anwältin und Politikerin (GLP). Seit 2019 ist sie Mitglied des Nationalrats und 2024/2025 dessen 2. Vizepräsidentin.

## Leben
Katja Christ wuchs in Oberwil auf. Nach dem Studium der Jurisprudenz an der Universität Basel und dem Erwerb des Anwaltspatents arbeitete sie im Gesundheitsdepartement des Kantons Basel-Stadt. Anschliessend war sie für einige Jahre in der Gemeindeverwaltung von Riehen tätig. Derzeit arbeitet sie als Advokatin und Partnerin bei BALEX Advokatur & Notariat.
Christ ist verheiratet und hat zwei Kinder. Als ihre Hobbys gibt sie Turniertanz (lateinamerikanische Tänze) und Showtanz (argentinischer Tango) an.

## Politische Karriere
Seit 2012 ist Katja Christ Mitglied der Grünliberalen Partei von Basel-Stadt und vertrat diese seit 2014 bis zu ihrem Rücktritt im Grossen Rat von Basel-Stadt Ende 2019. Seit Mai 2016 ist sie Präsidentin der Grünliberalen Partei von Basel-Stadt und Vorstandsmitglied der Grünliberalen Schweiz. Von Mai 2018 bis Ende 2019 war sie Mitglied des Einwohnerrats der Gemeinde Riehen und wurde vom dortigen Einwohnerrat in das Ratsbüro, die Geschäftsprüfungskommission und in die Sachkommission Bildung und Familie gewählt.
Am 20. Oktober 2019 wurde Katja Christ in den Nationalrat gewählt und wurde dort am 2. Dezember 2019 vereidigt. Sie wurde in die Kommission für Verkehr und Fernmeldewesen (KVF) sowie in die Geschäftsprüfungskommission (GPK) gewählt. Christ gab am 15. Dezember 2019 ihren Rücktritt aus dem Grossen Rat und dem Einwohnerrat bekannt, da deren Sitzungszeiten teilweise gleichzeitig zu den Nationalratssitzungen stattfänden. Für Christ rückte Sandra Bothe-Wenk im Grossen Rat nach. Bei den Nationalratswahlen 2023 wurde Christ bestätigt.